# Yuma (Colorado)
Pour les articles homonymes, voir Yuma.
Yuma est une ville américaine située dans le comté de Yuma dans le Colorado.
La ville doit son nom aux amérindiens Quechans, ou Yumas, dont l'un des membres est mort lors de la construction d'un aiguillage à proximité, qui a été renommé le Yuma Switch.

## Démographie
| 1890 | 1900 | 1910 | 1920  | 1930  | 1940  |
| ---- | ---- | ---- | ----- | ----- | ----- |
| 241  | 139  | 333  | 1 177 | 1 360 | 1 606 |

| 1950  | 1960  | 1970  | 1980  | 1990  | 2000  |
| ----- | ----- | ----- | ----- | ----- | ----- |
| 1 908 | 1 919 | 2 259 | 2 824 | 2 719 | 3 285 |

| 2010  | - | - | - | - | - |
| ----- | - | - | - | - | - |
| 3 524 | - | - | - | - | - |

Selon le recensement de 2010, Yuma compte 3 524 habitants. La municipalité s'étend sur 3,16 milles carrés (8,18 km2).